# Bambous
Bambous este un oraș în Mauritius. Este reședința districtului Black River.